# San Matías Tlalancaleca (kommun i Mexiko)
San Matías Tlalancaleca är en kommun i Mexiko.   Den ligger i delstaten Puebla, i den sydöstra delen av landet, 70 km öster om huvudstaden Mexico City.
Följande samhällen finns i San Matías Tlalancaleca:
- San Matías Tlalancaleca
- Juárez Coronaco
- San Francisco Tláloc
- Palmillas
- Ex-Hacienda Molino de Guadalupe
- Los Bancos
- San Fernando el Ocotal